# ジューン・ゲイル
ジューン・ゲイル（June Gale、1911年7月6日 - 1996年11月13日）は、アメリカ合衆国の女優である。結婚後はジューン・レヴァント(June Levant)の名前でも活動した。
ゲイル姉妹の一員としてヴォードヴィルで名声を上げ、1930年代初頭にハリウッド映画に出演した。元々はゴールドウィン・ガールズの一員だったが、徐々にB級映画で知られるようになった。1939年にオスカー・レヴァントと結婚して3人の子をもうけ、1972年にオスカーが亡くなった後、ヘンリー・エフロンと再婚した。

## 主な出演作
- Rainbow's End (1935)
- The Riding Avenger (1936)
- The Devil Diamond (1937)
- Josette (1938)
- Time Out for Murder (1938)
- The Jones Family in Hollywood (1939)
- Charlie Chan at Treasure Island (1939)
- Inside Story (1939)
- Hotel for Women (1939)
- The Honeymoon's Over (1939)
- City of Chance (1940)